# Roznov
Roznov est une ville roumaine du județ de Neamț, dans la région historique de Moldavie et dans la région de développement du Nord-Est.

## Géographie
La ville de Roznov est située dans le sud-est du județ, sur la rive gauche de la Bistrița, dans un paysage de collines précarpathiques, à 14 km au sud-est de Piatra Neamț, le chef-lieu du județ et à 44 km au nord-ouest de Bacău.
La municipalité est composée de la ville de Roznov elle-même et des deux villages suivants (population en 1992) :
- Roznov (5 138), siège de la municipalité ;
- Chintinici (1 065) ;
- Slobozia (3 136).

## Histoire
La première mention écrite du village date de 1419 dans un document émanant de la cour d'Alexandre Ier de Moldavie.
Roznov a obtenu le statut de ville en 2003.

## Politique
Le Conseil Municipal de Roznov compte 15 sièges de conseillers municipaux. À l'issue des élections municipales de juin 2008, Ionel Ciubotaru (PD-L) a été élu maire de la commune.
| Parti                             | Nombre de conseillers |
| --------------------------------- | --------------------- |
| Parti démocrate-libéral (PD-L)    | 9                     |
| Parti national libéral (PNL)      | 3                     |
| Parti social-démocrate (PSD)      | 2                     |
| Parti de la Grande Roumanie (PRM) | 1                     |

## Religions
En 2002, la composition religieuse de la commune était la suivante :
- Chrétiens orthodoxes, 97,66 % ;
- Adventistes du septième jour, 0,71 %.

## Démographie
En 2002, la commune compte 8 448 Roumains (96,81 %) et 272 Tsiganes (3,11 %). On comptait à cette date 2 854 ménages et 3 002 logements.
| 1992  | 2002  | 2007  |
| ----- | ----- | ----- |
| 9 339 | 8 793 | 9 315 |

## Économie
L'économie de la commune repose sur l'agriculture, la fabrication de meubles, la confection (tricotage). La ville possède une unité de fabrication de produits chimiques ainsi que deux petites centrales hydro-électriques installées sur un canal de dérivation de la Bistrița (Roznov I, ouverte en 1963, d'une puissance 14,3 MW et Roznov II, ouverte en 1964, d'une puissance de 14 MW).

## Communications

### Routes
Roznov est située sur la route nationale DN15 qui relie Piatra Neamț et Bacău ainsi que sur la route nationale DN15C qui rejoint Târgu Neamț.

### Voies ferrées
La ville est desservie par la ligne de chemin de fer des Chemins de fer roumains (CFR) Bicaz-Piatra Neamț-Bacău.

## Lieux et monuments
- Citadelle en ruines de Roznov, à quelques kilomètres de la ville.
- Église orthodoxe Saint-Nicolas (Sf. Nicolae) de 1759.
- Église orthodoxe de style russe, rare dans la région construite entre 1884 et 1892, avec des fresques de 1915.